# ギターズ・ザ・ミュージアム
座標: 北緯63度49分38秒 東経20度16分5秒 / 北緯63.82722度 東経20.26806度
ギターズ・ザ・ミュージアム（英語: Guitars – the Museum）とは、スウェーデンのウメオにあるギター博物館である。

## 概要
博物館はウメオが欧州文化首都を担当した2014年の1月後半に開館した。博物館の建物はウメオ中央駅の近くにある1904年に作られたレンガ造りの建物で 、以前はヴァッサスコーラン小中学校（Vasaskolan）として使われていたが、現在はロック・クラブやレストラン、楽器店やレコード店などが入居している。
博物館は楽器店の「4Sound」や（以前はカリンスカ・ビランにあった）ロック・クラブの「カリンスカ」（Scharinska）が資金を出し合って創設し、両社の合弁事業として運営している。自治体のウメオ・コミューンは建物の改築や改造を行って企業を支援すると共に 、2014～2015年の2年間は年間240万スウェーデン・クローナの共同出資も行っている。

## 収蔵品
博物館の収蔵品は1950～1960年代のエレクトリック・ギターを中心に、エレクトリック・バス・ギターやアンプ（増幅器）、エレクトリック・ギターの歴史に関連するその他の装置が集まっている。収蔵品はミーケルとサムエル・オデン兄弟（Mikael and Samuel Åhdén）が1970年代から収集したもので、博物館が開館するまでは一部しか公開されていなかった貴重な品々である。収蔵品のギターは500本以上あり、ギブソン・フライングV（1958年）やレス・ポール（1960年）、フェンダー・テレキャスター（1950年）などの高級ギターもある。博物館は国際的な注目を浴び、この種の博物館としては世界最大だと言われている。
博物館には特別展示室もあり、2014年には開館を記念して、ウメオ大学の近くにある民衆運動記録所（Folkrörelsearkivet）の資料を展示した「ウメオ - 欧州のハードコア・ロックの首都 1989～2000年」展（Umeå - The European capital of hardcore 1989-2000 by Folkrörelsearkivet）が行われた。